# Rhopalizus viridescens
Rhopalizus viridescens là một loài bọ cánh cứng trong họ Cerambycidae.